# Гунгунум

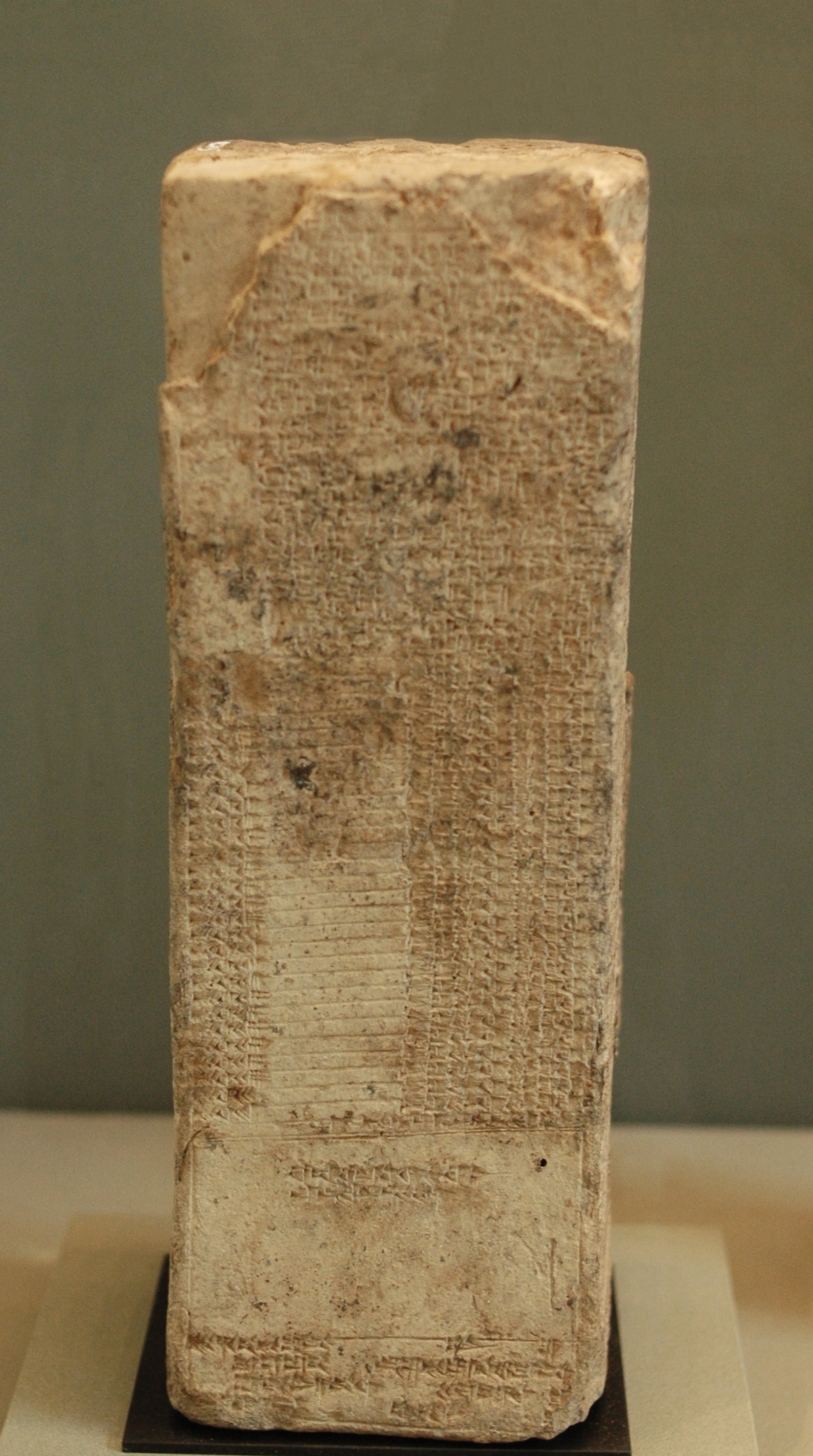
Гунгунум вказаний п'ятим у списку правителів Ларси, Лувр.

Гунгунум (аккад. 𒀭𒄖𒌦𒄖𒉡𒌝) — цар Ларси, Шумеру й Аккада.

## Правління
За правління царя Ісіна Ліпіт-Іштара Гунгунум проголосив себе незалежним царем Ларси. Став першим володарем Ларси, чиї датувальні формули пізніше включались до офіційних списків.
Провадив активну культову діяльність, а також активну військову політику: відомі його походи проти Башимі (можливо, Машимі) й далекого Аншана в Еламі. Вже 1925 року до н. е. Гунгунум наважився самостійно розпочати храмове будівництво в Урі.
1924 року до н. е. в Ісіні був повалений Ліпіт-Іштар. Приблизно у той же час Гунгунум узяв титул «цар Шумеру та Аккада». Він зумів зберегти з новим царем Ісіна Ур-Нінуртою гарні стосунки.
Завойовницька політика Гунгунума була спрямована передусім на схід, у бік Тигра й далі на Елам. Під час походів початку його правління Гунгунум зумів закріпитись в Еламі. Пізніше він здійснив похід на Малгіум, важливе місто на східному березі Тигра. Армія Малгіума зазнала поразки, а цар Ларси збудував там укріплений табір для контролю над гірськими проходами. Цілковито під контролем Ларси перебував і ном Лагаш.
За його правління Ларса відновила активну торгівлю з Індією через Ур.
Проводив активне будівництво в Урі, прославляючи Сіна, верховного божества того стародавнього міста. Значну увагу Гунгунум приділяв оборонній діяльності. В Урі він спорудив вхідну браму; Ларса була обнесена фортечною стіною; на кордоні з Ісіною було збудовано місто Дуннум, яке надалі відіграло значну роль у суперечках між двома царствами; зведені грандіозні укріплення, що отримали назву «Брама Гештін-Анни».